# 1813
1813 (MDCCCXIII) година е обикновена година, започваща в петък според Григорианския календар.

## Събития
- 28 януари – Публикуван е романът на Джейн Остин „Гордост и предразсъдъци“.
- 4 март – Започва вторият мандат на Джеймс Мадисън като президент на САЩ.
- 29 декември – Британско-американска война: Бъфало (САЩ) е опожарен от британските военни сили.

## Родени
- 14 февруари – Александър Даргомижки, руски композитор († 1869 г.)
- 19 март – Дейвид Ливингстън, английски мисионер и изследовател († 1873 г.)
- 5 май – Сьорен Киркегор, датски философ и теолог († 1855 г.)
- 22 май – Рихард Вагнер, немски композитор († 1883)
- 10 октомври – Джузепе Верди, италиански оперен композитор († 1901 г.)
- 17 октомври – Георг Бюхнер, немски писател († 1837 г.)
- 20 ноември – Франц Миклошич, словенски славист († 1891 г.)
- 5 декември – Генадий Невелской, руски изследовател († 1876 г.)

## Починали
- Уилям Хотъм, британски адмирал (р. 1736 г.)
- 20 януари – Кристоф Мартин Виланд, немски писател (р. 1733 г.)
- 10 април – Жозеф Луи Лагранж, френски математик (р. 1736 г.)
- 19 април – Бенджамин Ръш, един от основателите на Съединените американски щати (т. нар. „бащи на САЩ“) (р. 1745 г.)
- 2 август – Софроний Врачански, български свещенослужител (р. 1739 г.)
- 11 октомври – Робърт Кер, шотландски писател (р. 1755 г.)
- 19 октомври – Йозеф Понятовски, полски княз, маршал на Франция (р. 1763 г.)

Вижте също:
- календара за тази година